# Municipio de Jackson (condado de Calhoun)
El municipio de Jackson (en inglés: Jackson Township) es un municipio ubicado en el condado de Calhoun en el estado estadounidense de Iowa. En el año 2010 tenía una población de 229 habitantes y una densidad poblacional de 2,62 personas por km².

## Geografía
El municipio de Jackson se encuentra ubicado en las coordenadas 42°15′12″N 94°49′9″O / 42.25333, -94.81917. Según la Oficina del Censo de los Estados Unidos, el municipio tiene una superficie total de 87.43 km², de la cual 86,26 km² corresponden a tierra firme y (1,33 %) 1,17 km² es agua.

## Demografía
Según el censo de 2010, había 229 personas residiendo en el municipio de Jackson. La densidad de población era de 2,62 hab./km². De los 229 habitantes, el municipio de Jackson estaba compuesto por el 97,82 % blancos, el 0,87 % eran afroamericanos y el 1,31 % eran de una mezcla de razas. Del total de la población el 0,87 % eran hispanos o latinos de cualquier raza.